# Liushui, Fujian
Liushui (kinesiska: 流水) är en köping i sydöstra Kina. Den ligger på Pingtanön i Pingtan härad i provinshuvudstaden Fuzhou i provinsen Fujian, omkring 76 kilometer sydost om centrala Fuzhou. Antalet invånare är 41 001. Befolkningen består av 20 447 kvinnor och 20 554 män. Barn under 15 år utgör 18,0 %, vuxna 15-64 år 71 %, och äldre över 65 år 9,0 %.